# Scuderia Milano
Scuderia Milano var ett privat italienskt formel 1-stall som drevs av bröderna Ruggieri.
Scuderia Milano tävlade med Maserati-bilar under de första F1-säsongerna. Stallet byggde även två egna bilar till loppet i Italien 1950. Det rörde sig om modifieringar av Maserati 4CLT. En av Milano-bilarna byggdes om ytterligare av Arzani-Volpini 1955.

## F1-säsonger
| Säsong | Tävlingsnamn    | Bil                               | Motor                                           | Poäng | Förare 1       | Övriga förare         |
| ------ | --------------- | --------------------------------- | ----------------------------------------------- | ----- | -------------- | --------------------- |
| 1950   | Scuderia Milano | Milano 1 Maserati 4CLT/50         | Speluzzi 1.5 L4C Maserati 1.5 L4C Milano1.5 L4C | 2     | Felice Bonetto | Franco Comotti        |
| 1951   | Scuderia Milano | Maserati 4CLT/50 Maserati 4CLT/48 | Milano 1.5 L4C Maserati 1.5 L4C                 | 0     | Onofre Marimón | Paco Godia Juan Jover |
| 1953   | Scuderia Milano | Maserati A6GCM                    | Maserati 2.0 L6                                 | 0     | Prince Bira    | Chico Landi           |